# Riu de Montant
El riu de Montant és un riu que flueix per la comarca de l'Alt Millars, al País Valencià. Naix al terme municipal de Montant, a la serra d'Espadà, i desemboca, al seu pas per Montanejos, amb el riu Millars, del qual és un dels seus principals afluents per la riba dreta.
El seu recorregut és de 10 quilòmetres, i la seua superfície és de 58 km². El seu curs separa una fractura entre la serra d'Espadà i el massís d'Espina.
El riu de Montant té diversos afluents, tots ells barrancs. Hi destaquen el Barranc del Mas del Moro, que aporta aigües des de la forest de Santa Bàrbara de Pina, i el Barranc de Mascador, que les aporta de la serra d'Espadà.